# Kajakidammen
Kajakidammen (persiska: سد کجکی, Sadd-e Kajaki; ibland även: بند کجکی, Band-e Kajaki) är en dammbyggnad i Afghanistan. Den ligger i Kajakidistriktet, i provinsen Helmand, 500 kilometer sydväst om huvudstaden Kabul. Kajakidammen ligger 1 024 meter över havet, och dämmer Helmandfloden.
Dammbygget startade 1951 och den stod klar 1953. År 1975 byggdes en kraftstation med två Francisturbiner på vardera 16,5 MW. Ett tredje aggregat togs i drift 2016.